# Наивность
Наивность — 
1. неспособность ориентироваться в постоянно изменяющемся мире и адекватно отвечать на вызовы времени; синонимы: неискушенность, непосвященность, бесхитростность, неопытность, недогадливость, невежественность, глупость;
2. осознанное или неосознанное следование традиции, отказавшейся признать достоверность некоторых феноменов культуры и цивилизации; синонимы: соприродность, естественность, искренность, простодушие, доверчивость, провинциальность, ребячество;
3. социальный конструкт, сформировавшийся в результате семантического сдвига в значении лат. natio; определяет мировоззрение и соответствующие ему нормы поведения различных страт, наций и государств вне зависимости от их политического устройства.

## Историческая этимология
Этимология слова наивный восходит к лат. nativus, в европейские языки это слово пришло из романских языков, в русский — через фр. naif. Словарные значения nativus (рождённый, возникший естественным путём, врожденный, природный, естественный, коренной, первообразный, родной) имеют однозначно позитивные коннотации, что препятствует постановке вопроса о причинах семантического сдвига и включению этого события в исторический контекст. Понять логику смысловой инверсии в слове nativus невозможно без обращения к слову natio и к его истории. В первый её период natio — рождение, происхождение, род, порода, племя, народ; Natio — имя богини рождения Нации. Во второй период имя становится прозвищем для дикаря и варвара, а после утверждения в Риме христианства в качестве государственной религии natio — прозвище для язычника. Теперь заметна граница, «полоса забвения, отделившая цивилизованного римлянина от его собственного „варварского“ прошлого. Прежде чем увидеть варварами всех, кроме эллина и себя, римлянин увидел варваром самого себя». На «границе» — встреча римлян с греческой эстетикой, эллинизация религии и последовательное снижение ценности своей архаики, культовые элементы которой превращались в «суеверия» и старательно забывались. Когда Цицерон рассказывает о жертвоприношениях богине Нации, ритуал служит оратору примером логической ошибки, которая позволяет его воображаемому оппоненту судить о достоверности богов, исходя лишь из достоверности посвященных им храмов, жертвенников и рощ. Литература, философия, придворная религия и всеобщее мнение (opiniones omnium) римлян легитимировали сдвиг в значении слова natio, что разделило мир на не знающих государственности дикарей, варваров и овладевших культурностью (urbanitas) римлян, и одновременно повысило статус римского гражданства. Благодаря социальной изобретательности и умелой культурной политике Рим одержал победу в войне с италиками, стал империей, образцом для подражания, и достаточно быстро слово nativus, уже в измененном состоянии, распространилось по всей ойкумене.

## Наивность и суеверия
Во время Гесиода слово δεισιδαιμονία означало богобоязнь, страх перед божеством, чувство, которое испытывал человек по отношению к своему даймону и миру в целом. Счастье, по-гречески, εύδαιμονία, εύδαιμον — имеющий хорошего даймона, счастливый, богатый. Даймон Сократа обладал «великой силой божественного знамения», которая распространялась на самого Сократа и на его друзей. Аристотель называет δεισιδαίμων мудрого правителя, управляющего в соответствии с благочестием. Плутарх допускает возможность благочестивого страха, но замечает, что такое чувство доступно немногим. Плутарх уже по эту сторону «полосы забвения», где δεισιδαιμονία-чувство вытеснено в зону «напрасных верований», диагностировано как суеверие, болезнь, порожденная ложным суждением или «злым духом», которого носят в себе «несмышленые дети, женщины да помешавшиеся вследствие душевного или же телесного недуга». Сенека утверждает, что «болезнь суеверия неизлечима». Для Полибия суеверие — любая религия, в противоположность философии. Суеверие-болезнь сближалась с варварством, с natio; варварское обнаруживалось и в чуждом классическому канону восточном стиле религиозности, и в собственных древних культах. Во время процесса 186 г. до н. э. против вакхантов мистериальные празднества в честь бога вина Вакха были квалифицированы как «тайный заговор», вакханты названы «мятежниками», объединёнными в «преступное сообщество» и угрожающими «государству в целом». По делу вакхантов «казнено было больше, чем приговорено к заключению, причем и тех и других оказалось великое множество». Достаточно сильный аргумент, позволивший государству убедить всеобщее мнение в серьёзности своих намерений в отношении суеверий и наивности.

## История

### Рим
Тацит использует слово imperitia (неопытность, незнание, невежественность) в рассказе об укрощении британских племен, когда-то отличавшихся «упорством и дикостью», но которых Агрикола «при помощи развлечений приучил к спокойствию и мирному существованию». Стимулируя британцев строить «храмы, форумы и дома», легат использовал метод агона, «и соревнование в стремлении отличиться заменило собой принуждение». Результатом мудрого правления Агриколы стало то, что британцы, «те, кому латинский язык совсем недавно внушал откровенную неприязнь, горячо взялись за изучение латинского красноречия. За этим последовало и желание одеться по-нашему, и многие облеклись в тогу. Так мало-помалу наши пороки соблазнили британцев, и они пристрастились к портикам, термам и изысканным пиршествам. И то, что было ступенью к дальнейшему порабощению, именовалось ими, неискушенными и простодушными (Imperitos), образованностью и просвещенностью (humanitas)».
Для римлян британцы были варварами, nationes; значения слова imperitia, определяющие у Тацита характер natio, соответствуют значениям римского слова nativus. Во многом благодаря конструкту наивность римляне переформатировали принуждение, перевели его на языки культуры, создали своего рода магическое зеркало, в котором сами британцы увидели собственную храбрость как дикость (в латыни эти два состояния обозначает одно слово ferocia), а «упорство» — как imperitia. Страбон говорит, что турдетаны «совершенно переменили свой образ жизни на римский и даже забыли родной язык… все иберийцы, принадлежащие к этому классу, называются togati (народом, одетым в тоги)».

Римляне переняли у греков определивший в дальнейшем всю социально-политическую историю вектор движения — снаружи внутрь. Для многих народов, соседствующих с Римом, неважно, были ли они его союзниками или врагами, характерно стремление скопировать военное искусство римлян, повторить то, что на их глазах не раз приносило удачу, победу и славу; каждый провинциал и перегрин мечтал стать togati, получить право произнести: Civis Romanus sum! Италики приняли от Рима государственное устройство до Союзнической войны, но и в ходе её продолжали воспроизводить все политические жесты Рима; у марсов, одного из самых искусных в военном деле племен, латинский язык оставался официальным. Во время Bellum Marsicum каждый италик сражался за свой народ, за свою независимость, но лишь потому, что не смог законным путём получить римское гражданство, стать частью Рима.
Римское слово nativus содержит все те значения, которые есть в используемом сегодня слове наивность, однако по-настоящему понять смысл этого конструкта, до сих пор сохранившего свою силу и парадоксальное изящество, можно лишь представив состояние перегрина, осознавшего свою рождённость и природность как нечто естественное, но одновременно и неоформленное, недоделанное, наружное по отношению к civitas — государству, городу и гражданам. Получение римского гражданства означало для «инициируемого» второе рождение (natalis), переход в иное пространство, признанное всеобщим мнением как более ценное: законы Рима охраняли жизнь и свободу гражданина в любой части цивилизованного мира.

### Россия
На территории России конструкт наивность предшествовал появлению слова наивность. Русский язык принял слово наивный в начале XIX в. из фр. naif, в литературный оборот оно вошло в 20—40 гг. XIX в. А. Н. Рылёва предполагает, что слово наивный распространилось в русском языке также и благодаря переводам Шиллера (он рассмотрел понятие наивный в работе «О наивной и сентиментальной поэзии»), а его пьеса «Разбойники» была переведена первой. Карл Моор Шиллера, порвав с испорченным обществом и удалившись в леса, приобретал черты «естественного» человека или «человека природы». Шиллер сравнивал интерес к герою-разбойнику (характерный для романтизма) с интересом к Робинзону Крузо. «То есть слово наивный приобретало дополнительный оттенок — стремящийся к природе, разочаровавшийся в обществе. Ср. с Дубровским А. С. Пушкина. Пушкин, как следует из „Словаря языка Пушкина“, слово наивный в русскоязычном варианте не употреблял, зато часто пользовался словом глупый в значении наивный».
Появление в русском языке слова наивность — событие, которое следует рассматривать в контексте культурно-языковой полемики XVIII-XIX вв., одной из составляющих которой была оппозиция «природа — культура». Б. А. Успенский отмечает, что в ситуации церковнославянско-русской диглоссии церковнославянский язык ассоциировался с культурным влиянием, то есть с христианской культурой, тогда как ненормированный русский язык мог пониматься как своего рода первобытный хаос, источник лингвистической энтропии. В XVIII в. происходит переоценка ценностей и положительным полюсом становится природа, а не культура, русский язык воспринимается его носителями как естественный, связанный с природным началом, появляются литературные тексты на живом языке. К концу XVIII в. полюса вновь приходят в движение. 1800-е гг. — время осмысления уроков Французской революции, в России реакцией на это событие стало отрицательное отношение к непосредственной политической активности народа. Начиная со 2-й половины XVIII в. в жизнь русского дворянства входит французский язык, международный язык науки и дипломатии. В ситуации культурного двуязычия французский язык мог играть ту же роль, какую латынь играла в странах Западной Европы. А. С. Кайсаров: «Французский и немецкий языки занимают у нас место латинского… Мы рассуждаем по-немецки, мы шутим по-французски, а по-русски только молимся Богу или браним наших служителей»
Наш каждый писарь, — Славянин,

Галиматьею дышет,

Бежит предатель сих дружин,

И галлицизмы пишет!
К. Батюшков. Певец в Беседе любителей русского слова (1813 г.)

В спорах о языке начала XIX в. противопоставление «русское — французское», в зависимости от той или иной культурно-языковой ориентации, могло осмысляться либо как «национальное — иностранное», либо как «цивилизованное (культурное) — первобытное (невежественное)». В языковой практике французский язык мог оцениваться как «приятный», а русский разговорный — как «грубый (подлый)», при этом «выражение грубый язык может рассматриваться как эквивалент к выражению lingua rustica (ср. в Вейсманновом лексиконе 1731 г.: „homo rusticus — грубыи, простыи человек, деревенскии мужик“; ср. также в „Кратком российском лексиконе…“ Х. Целлария (1746) соответствие: грубый — barbarus».
Нельзя исключать возможность того, что появившееся в русском языке слово наивный, в момент своего «рождения» содержало в себе все смыслы и энергию, свойственные лат. nativus. Обращение к Риму как норме и идеалу государственной мощи было традиционно для русской культуры. «Повесть о князех владимирских» связывала Рюрика с потомством брата Августа Прусом. В «Степенной книге…» представлен сюжет о дарах — регалиях греческого императора Константина Мономаха, врученных киевскому князю Владимиру Мономаху: «Его же ради мужества и греческаго царя Конъстантина Манамаха диадиму и вѣнецъ и крестъ животворящаго древа приемъ, и порамницю царскую и крабицю сердоличную, из нея же веселяшеся иногда Августъ кесарь Римьскии, и чѣпь златую». Иван Грозный в послании шведскому королю Иоганну III писал: «Мы от Августа Кесаря родством ведемся». Симеон Полоцкий уподобляет царя Алексея Михайловича римскому императору Константину Великому, сделавшему христианство государственной религией:
Вторый Константин, Алексию царю,

Всего Востока верный господарю,

Се тебе чает град новаго Рыма,

Мнячи тя быти свойго Константина.
При венчании Петра I на царство, он получил титул императора, при том, что в новое время титул императора принадлежал лишь главе Священной Римской империи. Строительство Петербурга и перенесение в него столицы семиотически соотнесены с идеей «Москва – третий Рим»: «Из двух путей — столицы как средоточия святости и столицы, осененной тенью императорского Рима, — Пётр избрал второй»
Н. И. Толстой в своих работах об античном наследии в древнерусской народной культуре, ввел термин «троеверие», обозначающий гетерогенные истоки славянской культуры: языческие, античные (как правило, в византийской «редакции») и христианские. В «Повести временных лет», впитавшей славянские фольклорные мотивы и «рецепции» византийских образцов (творений отцов церкви и византийских хроник), можно увидеть и влияние римской культурной традиции. Славянские племена разделены автором на положительно выделенных полян, жизнь и законы которых рассматриваются как норма, и древлян, которые служат здесь примером дикости и нецивилизованности. «Кроткие» поляне соблюдают брак, слушаются старших, гнушаются нечистой едой, в отличие от «скотски живущих» «звериным обычаем» древлян, и хотя вера обоих племен остается языческой, древляне оказываются «снаружи» пространства, маркированного как культурное: «Только о полянах сообщаются сведения quasi-исторического характера — легенда о Кие и его братьях». Не исключено, что для интеллектуальной среды, в которой находился летописец, была актуальной и собственно римская оппозиция «civitas — natio».

## Философия

### И. Кант
Иммануил Кант в «Критике способности суждения» (§ 54) утверждает, что встреча с наивностью полезна для здоровья: наивность вызывает аффект, который приводит в движение внутренние органы и диафрагму, а это способствует усилению всей жизнедеятельности тела. Наивность есть «вспышка (Ausbruch) некогда естественной для человеческой природы искренности, противостоящей тому, что стало второй натурой человека, — искусству притворства»; в результате приступа наивности «красивая, но ложная видимость, которая обычно столь много значит в нашем суждении, внезапно превращается в ничто», — и тогда появляется душевное движение, которое «целебно сотрясает тело». Это движение «бесконечно превосходит все привычные обычаи», и определяется Кантом как «чистота мышления (по крайней мере, её задатки)». Однако наивность «привносит в игру способности суждения» не только «серьезность и глубокое уважение», но и сожаление, поскольку это лишь «кратковременное явление и покров притворства вновь заслоняет его». Если учитывать значение аффекта в словаре Канта, можно предположить, что наивность в 3-й критике подобна фармакону. В «Антропологии» аффект «действует на здоровье как апоплексический удар», здесь подчеркивается и кратковременность аффекта, и то, что он является препятствием для разума: «Аффект подобен опьянению, которое проходит после сна».

### Ф. Шиллер
У Шиллера наивность проявляется, когда человек «в искусственных условиях и положениях бывает поражен видом простой природы». Для того, чтобы природа стала «чем-то наивным», необходим интерес, который «лежит в основе наших любительских пристрастий к цветам и животным, к простым садам, к прогулкам, к сельским местностям и их обитателям, ко многим созданиям далекой древности и т. д.». Для того, чтобы природа привела человека «в состояние возвышенной растроганности», необходима граница, причем не только в пространстве и во времени, но и в его сознании: «Чем мог бы привлечь нас сам по себе невзрачный цветок, родник, обросший мхом камень, чирикание пташек, жужжание пчел и т. д.? Что могло дать им право даже на нашу любовь? Мы любим не эти вещи, а воплощенную в них идею. Мы любим в них тихую созидательную жизнь, спокойную самобытную деятельность, бытие по своим собственным законам, внутреннюю необходимость, вечное согласие с собою». Влечение современников к природе Шиллер сравнивает с «тоской больного по здоровью», и противопоставляет его чувству природы у древних греков: «Они ощущали естественно; мы ощущаем естественное». Разделяя поэзию на наивную и сентиментальную, Шиллер называет наивным того поэта, кто «сам есть природа», а сентиментальным — того, кто «будет стремиться к ней». При этом «цель, к которой стремится человек при посредстве культуры, бесконечно важнее той, которой он достигает при посредстве природы». В «Мыслях об употреблении пошлого и низкого в искусстве» Шиллер называет пошлым всё, «что обращается не к духу и может возбудить лишь чувственный интерес». «Тяготение к пошлому в изобразительных искусствах проявили нидерландские художники, тяготение к благородному и высокому выказали итальянцы, а еще более греки». «Есть картины из священной истории, где апостолы, дева Мария и даже Христос изображены так, будто они вышли из самой простой черни. Все такие изображения обличают низкий вкус, дающий нам право думать, что самые помышления художника грубы и достойны черни».

### Русская философия
В русской философии наивность рассматривается через призму идей М. Бахтина о «тотальной реакции». В отличие от познавательно-этической активности, эстетическая реакция есть целостная реакция. Это реакция, «собирающая все познавательно-этические определения и оценки и завершающая их в единое и единственное конкретно-воззрительное, но и смысловое целое». Наивность Бахтин понимает как монолитное и нераздельное качество сравнительного свойства, которое само по себе уже даёт информацию о том, что некий предполагаемый другой знает и видит значительно больше, чем данный конкретный наивный. — Есть культура, есть симуляция, есть расширение симулятивных пустот культуры, есть придание симуляциям статуса нормы, есть наивность, разрушающая опыт лицемерия культуры, есть культура, паразитирующая на содержаниях наивности и представляющая дословность наива как форму культуры: «Наивность — тело дословности. И поэтому оно внекультурное. В нем нет места опосредованию. Оно мешает описанию события замещать событие. Непосредственность наивности коренится в мистерии культа, а не культуры. Наив существует как археоавангард мистерии. Как пространство рождения реальности… Тяжба между телами дословности и формами культуры рождает непрерывно возобновляемый кинический жест культуры».
Наивность можно рассматривать с точки зрения существующей традиции, и тогда наивность — алиби. Можно увидеть в наивности зеркало, и тогда наивность — дар алиби-не-алиби.